# Tuska Open Air Metal Festival

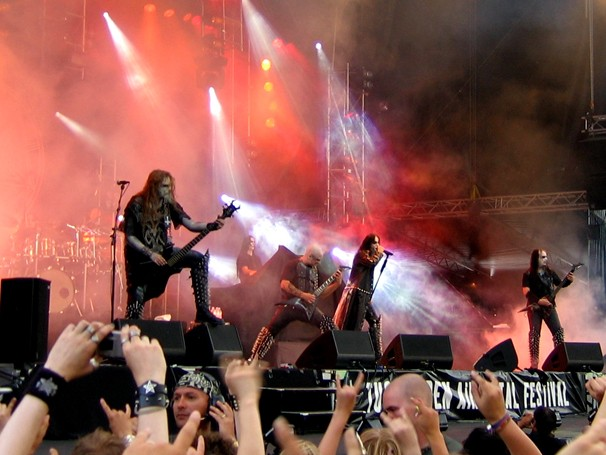
Dimmu Borgir podczas festiwalu Tuska 2005

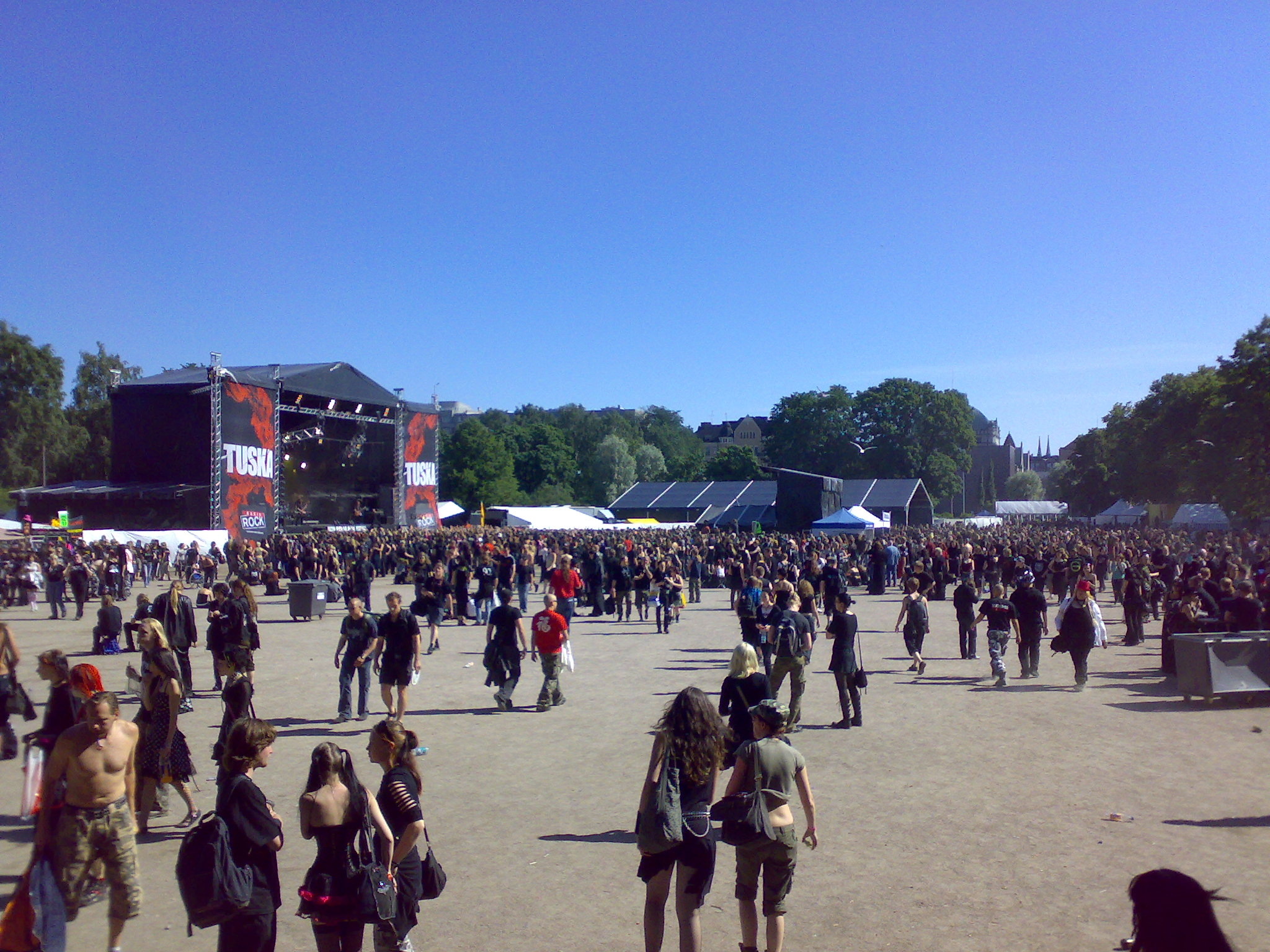
Scena główna w 2007 r.

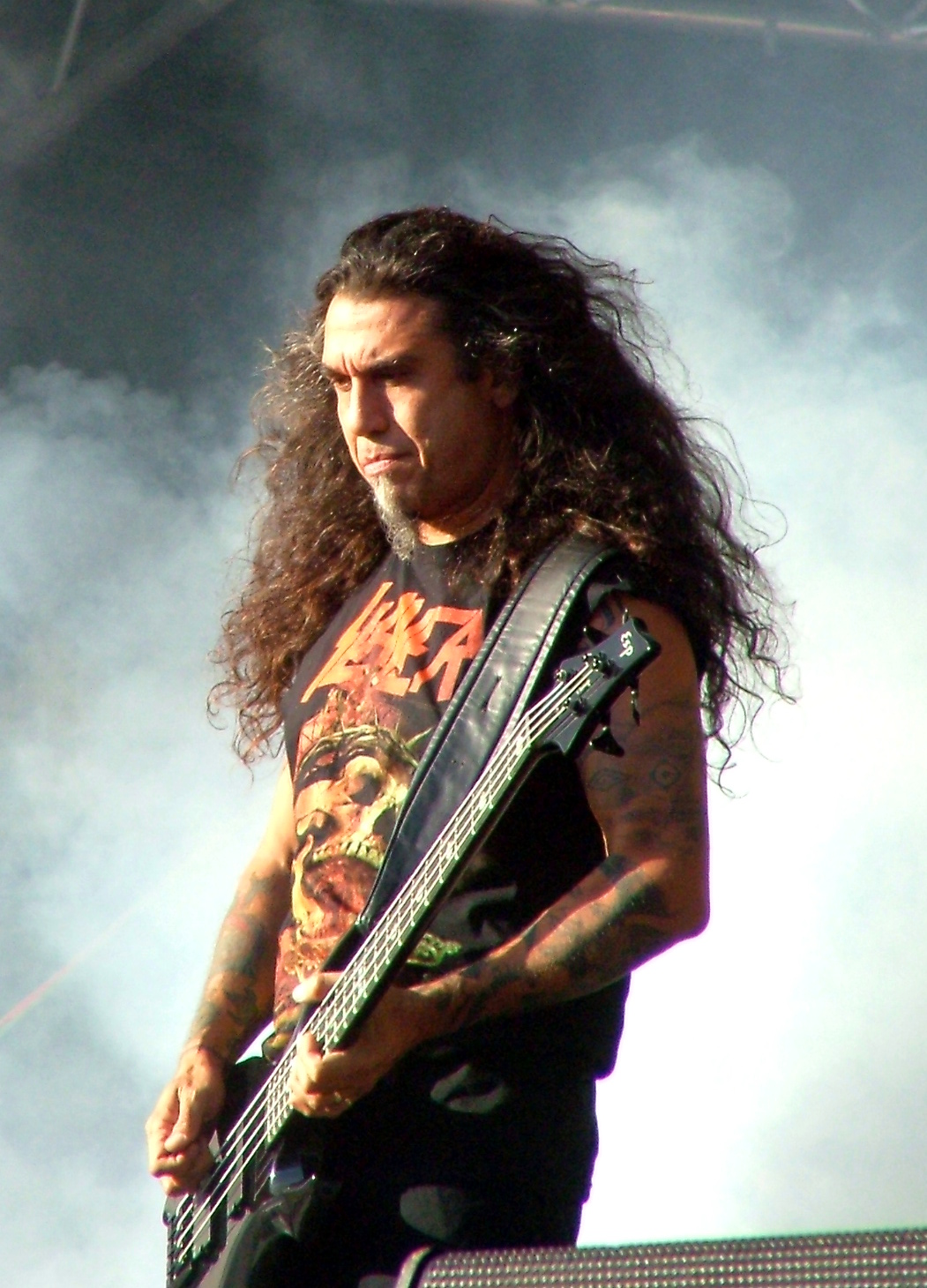
Tom Araya ze Slayera

Tuska Open Air Metal Festival (w skrócie Tuska, fiń. ból, agonia) – największy festiwal muzyczny poświęcony wyłącznie muzyce heavymetalowej i pokrewnym stylom muzycznym w krajach nordyckich. Festiwal Tuska odbywa się corocznie, nieprzerwanie od 1998 w parku w Kaisaniemi (w centrum Helsinek, stolicy Finlandii) w dniach 27–29 lipca. W 2006 na festiwal przybyło ponad 33 000 fanów muzyki metalowej, na scenach wystąpiło 32 artystów, w tym Anathema, Celtic Frost, Opeth, Sodom, Venom oraz fińskie zespoły Amorphis i Sonata Arctica. Festiwal podzielony jest na 3 sceny: Inferno, Sue i scenę główną - Radio Rock (do 2007 Radio City).

## Artyści według lat

### 1998
Absurdus, Am I Blood, Babylon Whores, Barathrum, Corporal Punishment, Crimson Midwinter, D-Ray, Gandalf, Gorgoroth, Hundred Years, Impaled Nazarene, Kyyria, Nemeh's O.D., Timo Rautiainen & Trio Niskalaukaus

### 1999
...And Oceans, 45 Degree Woman, Afterworld, Amorphis, Barathrum, Bury Me Deep, D-Ray, Dark Tranquillity, Divine Decay, Gandalf, Itä-Saksa, Jimsonweed, Lullacry, Nightwish, Painflow, Purity, Sentenced, Soul Above, Tarot, The 69 Eyes, Throne of Chaos, Timo Rautiainen & Trio Niskalaukaus, Twilight Opera, Two Witches

### 2000

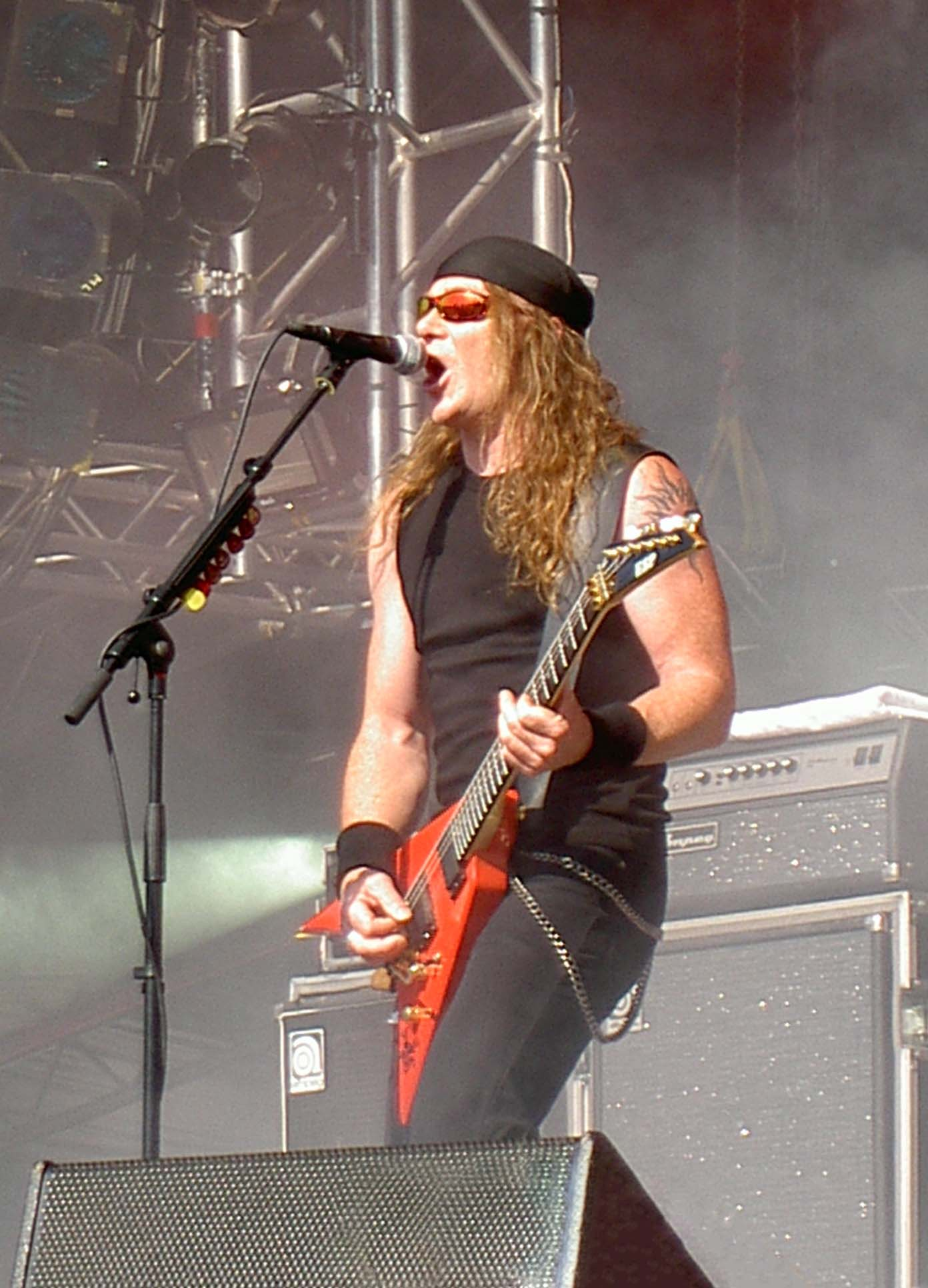
Kai Hansen z Gamma Ray w 2005

Babylon Whores, Children of Bodom, Diablo, Eternal Tears of Sorrow, Finntroll, Gamma Ray, Impaled Nazarene, Lullacry, Metal Gods, Nightwish, Pain, Reduce to Ash, Satyricon, Sinergy, Stone, Terveet Kädet, The Black League, The Crown, Timo Rautiainen & Trio Niskalaukaus, To/Die/For

### 2001
45 Degree Woman, Amon Amarth, Amorphis, Daniel Lion Eye And The Rollers, Drive, Eläkeläiset, Finntroll, Gandalf, Headplate, Impaled Nazarene, In Flames, Katatonia, Kotiteollisuus, Rhapsody of Fire, Rotten Sound, Stratovarius, The 69 Eyes, Timo Rautiainen & Trio Niskalaukaus, Transport League, United Underworld, Yearning

### 2002
Ajattara, Blake, Bruce Dickinson, Diablo, Demigod, Ensiferum, Impaled Nazarene, Machine Head, Maj Karman Kauniit Kuvat, Marduk, Moonsorrow, Mustasch, Nightwish, Sara, Sentenced, Sonata Arctica, Suburban Tribe, Sunride, The Crown, Timo Rautiainen & Trio Niskalaukaus, Verenpisara

### 2003
Amorphis, Arch Enemy, Barathrum, Behemoth, Children of Bodom, Divine Decay, Edguy, Finntroll, Horna, Immortal Souls, Lordi, Lost Horizon, Lullacry, Mannhai, Mauron Maiden, Ministry, Mokoma, Moonsorrow, Norther, Reverend Bizarre, Rotten Sound, Sentenced, Soulfly, Stratovarius, Tarot, The 69 Eyes, The Haunted, Thunderstone, Thyrane, Timo Rautiainen & Trio Niskalaukaus, Type O Negative

### 2004
Beseech, Blake, Chaosbreed, Charon, Dark Funeral, Dark Tranquillity, Death Angel, Dew-Scented, Diablo, Dio, Dismember, Drive, D.S.K., Ensiferum, Fear Factory, In Flames, Impaled Nazarene, Kilpi, Kotiteollisuus, Nasum, Nightwish, Machine Men, Mokoma, Sinergy, Soilwork, Sonata Arctica, Suburban Tribe, Swallow the Sun, Timo Rautiainen & Trio Niskalaukaus, Trollheim's Grott, Turisas, Twilightning

### 2005

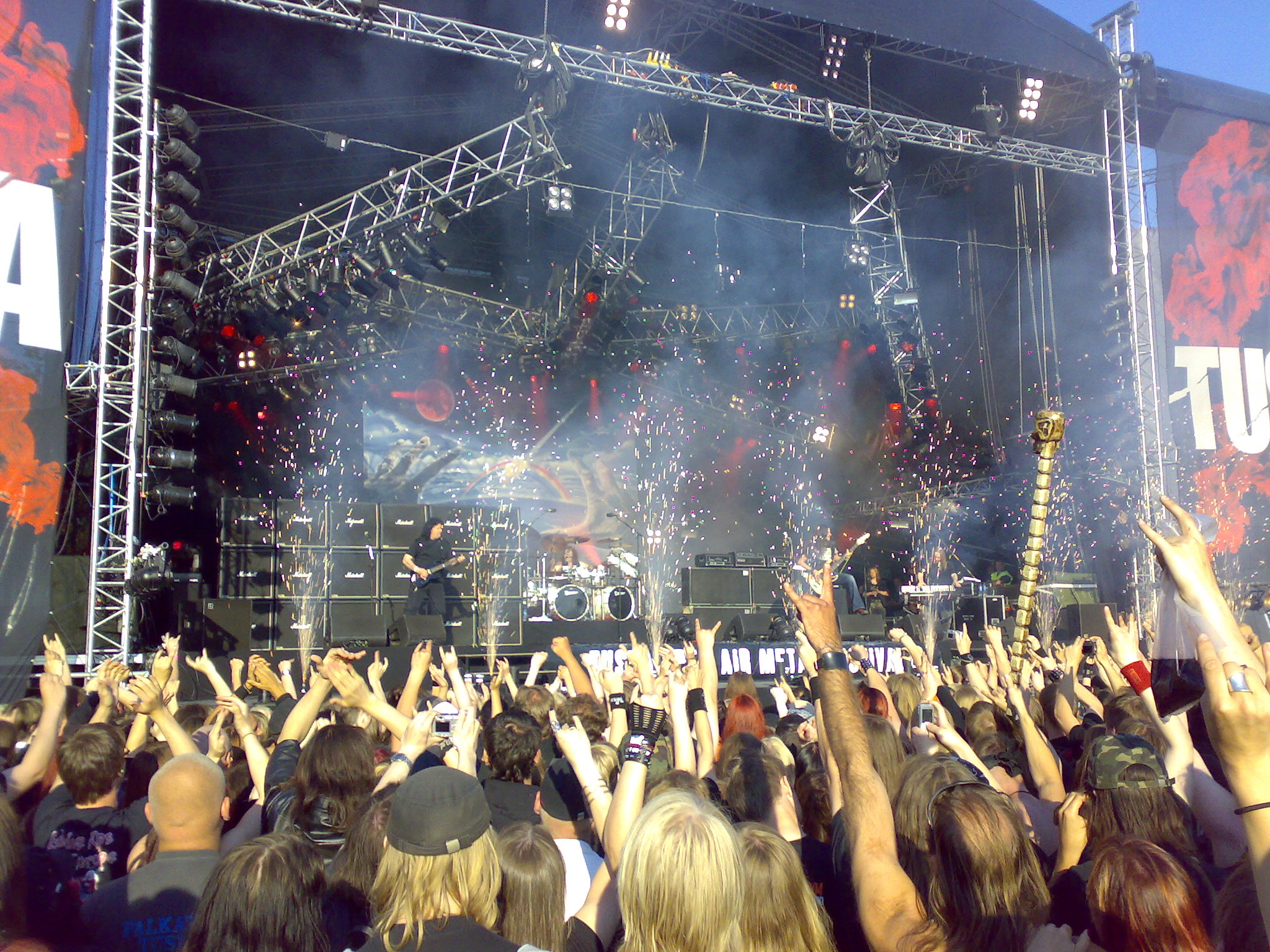
Stratovarius w 2007

Accept, Ajattara, Amoral, Apocalyptica, Callisto, Children of Bodom, Deathchain, Destruction, Dimmu Borgir, Evergrey, Finntroll, Gamma Ray, Hieronymus Bosch, Lake of Tears, Malediction, Mnemic, Monster Magnet, Naglfar, Pain Confessor, Paska, Primal Fear, Rotten Sound, Scarve, Sentenced, Sinking, Skyclad, Stam1na, Teräsbetoni, Testament, Thunderstone, Turmion Kätilöt, Viikate, Wintersun

### 2006
Amorphis, Anathema, April, Arch Enemy, Burst, Celtic Frost, Deathstars, Diablo, Epica, Freedom Call, Gojira, Impaled Nazarene, Kalmah, Mendeed, Metsatöll, Mokoma, Nine, Norther, Opeth, Pain Confessor, Sodom, Sonata Arctica, Stam1na, Suburban Tribe, Swallow the Sun, Tarot, The Scourger, The Sisters of Mercy, Timo Rautiainen, Venom, Verjnuarmu, Wintersun

### 2007
45 Degree Woman, Before The Dawn, Blind Guardian, Brother Firetribe, Children of Bodom, D’espairsRay, DragonForce, Emperor, Finntroll, Hatesphere, Immortal, Imperia, Insomnium, Isis, Katatonia, Legion of the Damned, Maj Karma, Mercenary, Misery Index, Moonsorrow, Moonspell, Naildown, Nicole, Pain, Profane Omen, Scent of Flesh, Stratovarius, Sturm Und Drang, Thunderstone, Turisas, Vader, W.A.S.P.

### 2008
Amon Amarth, Before the Dawn, Behemoth, Carcass, Diablo, Dimmu Borgir, Discard, Dream Evil, Dying Fetus, Entombed, Fields of the Nephilim, Ghost Brigade, Job for A Cowboy, Kalmah, Killswitch Engage, Kiuas, Kreator, KYPCK, Mokoma, Morbid Angel, Nile, Noxa, Primordial, Shade Empire, Slayer, Sonata Arctica, Sotajumala, Stam1na, The Scourger, The Sorrow, Tracedawn i Týr

### 2009
All That Remains, Amoral, Amorphis, The Black Dahlia Murder, Callisto, Dauntless, Deathchain, Eluveitie, Ensiferum, Evile, Firewind, Gama Bomb, Girugamesh, Gojira, Immortal, Jon Oliva's Pain, Legion of the Damned, Medeia, Mucc, My Dying Bride, Neurosis, Parkway Drive, Paul Gilbert, Pestilence, Profane Omen, Rotten Sound, Sabaton, Stam1na, Suicidal Tendencies, The Faceless, Tukkanuotta i Volbeat

### 2010
Amatory, Armed For Apocalypse, Barren Earth, Blake, Bloodbath, Cannibal Corpse, Crowbar, Devin Townsend Project, Finntroll, FM2000, Hypocrisy, Ihsahn, Insomnium, Kamelot, Megadeth, Nevermore, Nile, Obituary, Overkill, Pain, Rytmihäiriö, Satyricon, Sotajumala, Survivors Zero, Swallow The Sun, Tarot, Testament, The Arson Project, Torture Killer, Trigger the Bloodshed, Turmion Kätilöt, W.A.S.P., Warmen